# قالی چلسی
قالی چلسی (به انگلیسی: Chelsea Carpet) یکی از شاخص‌ترین نمونه‌های هنری قالی‌بافی ایران در دوره صفوی است که امروزه در موزه ویکتوریا و آلبرت لندن نگهداری می‌شود. تحلیل‌های کارشناسی جدید، تاریخ بافت این اثر را به نیمه نخست سده شانزدهم میلادی (حدود سال‌های ۱۵۰۰ تا ۱۵۵۰) منتسب می‌کنند که آن را به یکی از نخستین شاهکارهای تولیدشده در کارگاه‌های سلطنتی دودمان صفوی بدل می‌سازد. این قالی به دلیل ساختار طرح ترنج‌دار، شمایل‌نگاری غنی از حیوانات و پیکره‌های انسانی، و کیفیت فنی استثنایی شهرت جهانی دارد. نام «چلسی» به دلیل کشف آن در یک مغازه عتیقه‌فروشی در محله چلسی لندن در اواخر قرن نوزدهم بر آن نهاده شده است.

## تاریخچه و منشأ

### کشف و نام‌گذاری
تاریخچه این قالی پیش از پدیدار شدن در بازار هنر لندن، مستند نیست. این اثر در سال ۱۸۹۰ میلادی توسط موزه ویکتوریا و آلبرت از فروشنده‌ای در محله چلسی خریداری شد و از آن زمان به این نام شهرت یافت. شماره ثبت این اثر در موزه ویکتوریا و آلبرت 589-1890 است.

### تاریخ‌گذاری و مرکز بافت
تاریخ‌گذاری دقیق قالی چلسی آن را به نیمه اول قرن شانزدهم میلادی و دوران اولیه حکومت صفویه، به ویژه سلطنت شاه تهماسب یکم، منتسب می‌کند. این دوره، سرآغاز شکوفایی هنر درباری صفوی بود. در مورد مرکز بافت این قالی، میان پژوهشگران اختلاف نظر وجود دارد و دو نظریه اصلی مطرح است:
شمال غرب ایران (تبریز): این نظریه به دلیل شباهت‌های سبکی قالی چلسی با هنر کتاب‌آرایی مکتب تبریز و نزدیکی آن به قالی اردبیل، از حمایت بیشتری برخوردار است.
کرمان: برخی منابع موزه‌ای، این قالی را به کارگاه‌های کرمان نسبت داده‌اند که یکی دیگر از مراکز مهم قالی‌بافی در آن دوره بود.
سبک این قالی بیش از آنکه معرف یک منطقه جغرافیایی خاص باشد، نمایانگر سلیقه و استاندارد هنری دربار صفوی در آن مقطع زمانی است.

## توصیف و تحلیل شمایل‌نگاری
قالی چلسی نمونه‌ای برجسته از تلفیق ساختار رسمی قالی ترنج‌دار با فضای پرجنب‌وجوش قالی‌های باغی و شکارگاهی است.

### ساختار کلی طرح
ساختار اصلی قالی بر پایه یک طرح ترنج‌دار (Medallion Carpet) استوار است. زمینه اصلی قالی به رنگ قرمز لاکی سیر است و محور مرکزی آن با دو ترنج بزرگ و چندپَر به رنگ تیره مشخص شده است. این ساختار با تکرار یک‌چهارم ترنج‌ها در چهار گوشه قالی (لچک‌ها) تکمیل می‌شود. ویژگی خاص این طرح، شکستن تقارن در مرکز قالی با افزودن نقشی از یک حوض و دو گلدان بزرگ است.

### شمایل‌نگاری جانوری و گیاهی
فضای زمینه قالی با انبوهی از نقوش گیاهی و جانوری پر شده است که فضایی شبیه به یک باغ بهشتی یا شکارگاه سلطنتی را تداعی می‌کند. این شمایل‌نگاری شامل صحنه‌های شکار، حیوانات در آرامش، و موجودات افسانه‌ای مانند اژدها و سیمرغ است. همچنین حضور پیکره‌های انسانی که در قالی‌های آن دوره کمتر رایج بوده، به اهمیت این اثر می‌افزاید.

## ویژگی‌های فنی
کیفیت فنی قالی چلسی گواهی بر تولید آن در یک کارگاه طراز اول سلطنتی است.
ابعاد: ابعاد این قالی تقریباً ۵۴۰ در ۳۱۰ سانتی‌متر است.
مواد اولیه: پرز قالی از پشم بسیار نرم و باکیفیت بافته شده که با رنگ‌های طبیعی رنگرزی شده است. ساختار زیرین آن (تار و پود) بر پایه الیاف مستحکمی چون ابریشم و پنبه بنا شده است تا تراکم بالای گره‌ها را ممکن سازد.
نوع گره: گره به کار رفته در این قالی، گره نامتقارن یا فارسی‌باف است.
تراکم گره: تراکم گره‌ها در قالی چلسی بسیار بالاست و حدود ۷۳۸٬۷۰۰ گره در هر متر مربع تخمین زده شده است که نشان‌دهنده کیفیت استثنایی بافت و تعلق آن به یک کارگاه سلطنتی است.

## اهمیت در بازآفرینی و هنر معاصر
وضعیت عالی و ساختار تقریباً دست‌نخورده قالی چلسی، آن را به یک نمونه مطالعاتی کم‌نظیر و گزینه‌ای ایده‌آل برای بازآفرینی وفادارانه در دوران معاصر تبدیل کرده است. برخلاف بسیاری از فرش‌های تاریخی که دچار آسیب یا فرسودگی شده‌اند، سلامت نقشه و وضوح رنگ‌های این اثر، امکان احیای آن را به شیوه‌ای مستند و علمی فراهم می‌سازد.
فرآیند بازآفرینی این شاهکار با چالش‌های تخصصی همراه است که بازتاب‌دهنده اوج هنر دوره صفوی هستند. این چالش‌ها شامل سه حوزه اصلی می‌شوند:
بازآفرینی طرح و نقشه: تبدیل طرح تاریخی به نقشه‌های اجرایی مهندسی‌شده برای کارگاه قالی‌بافی با تعیین رجشمار دقیق.
احیای طیف رنگی: دستیابی به پالت رنگی اصیل صفوی با استفاده از رنگ‌های طبیعی و مدیریت یکدستی و شفافیت رنگ‌ها که در نسخه اصلی مشهود است.
دستیابی به بافت و تراکم اصیل: استفاده از مواد اولیه منطبق بر اصل اثر (تار ابریشم، پود پنبه و پرز پشم ظریف) و اجرای بافت با گره نامتقارن (فارسی) برای رسیدن به تراکم و حس فیزیکی مشابه نسخه اصلی.

## جایگاه در تاریخ هنر
قالی چلسی سندی مهم برای درک تاریخ هنر قالی‌بافی ایران است. این اثر یک نمونه استثنایی از تلفیق سه سبک اصلی قالی ایرانی (ترنج‌دار، باغی و شکارگاهی) و اوج فناوری و مهارت قالی‌بافی در آن عصر را به نمایش می‌گذارد.